# Petra Wadström
Petra Wadström, född 20 februari 1952, är en svensk uppfinnare som ligger bakom innovationen Solvatten. Hon tilldelades år 2008 Skapapriset för sin vattenrenare. År 2009 var hon även en av de åtta nominerade när Veckans Affärer delade ut sin utmärkelse årets gröna kapitalist. År 2013 tilldelades hon Polhemspriset och träffade USA:s president Barack Obama, för vilken hon demonstrerade Solvatten.
Petra Wadström har även uppfunnit en snodd mot stöld vilken fästs i till exempel plånbok och i fickan, samt stödbandage för bröstopererade.